# Phytalmia biarmata
Phytalmia biarmata är en tvåvingeart som beskrevs av Malloch 1939. Phytalmia biarmata ingår i släktet Phytalmia och familjen borrflugor. Inga underarter finns listade i Catalogue of Life.